# Аветисян, Владимир Арташесович
Владимир Арташесович Аветисян — советский и российский учёный-литературовед, педагог. Доктор филологических наук (1987), профессор (1989). Заслуженный деятель науки Удмуртской Республики (2003), почётный работник высшего профессионального образования Российской Федерации (2007). Один из крупных специалистов по творчеству Иоганна Гёте.

## Биография
Владимир Арташесович Аветисян родился 5 декабря 1946 года в Саратове в семье служащих. Окончив в 1970 году романо-германское отделение при филологическом факультете Московского государственного университета имени М. В. Ломоносова был призван в армию; службу проходил в качестве военного переводчика в Группе Советских Войск в ГДР.
В 1974 году приступил к работе в Удмуртском государственном университете ассистентом кафедры зарубежной литературы. В 1975 году был направлен в целевую аспирантуру МГУ, которую успешно закончил в 1978 году, защитив кандидатскую диссертацию на тему «Поздняя лирика Гёте». В 1979 году он был назначен старшим преподавателем кафедры зарубежной литературы УдГУ, в апреле 1980 года — исполняющим обязанности заведующего кафедрой, в октябре 1981 года избран на должность заведующего кафедрой. В 1987 году Владимир Арташесович защитил диссертацию на соискание степени доктора филологических наук по теме «Гёте и проблема мировой литературы». В 1989 году ему присвоено учёное звание профессора.
В течение 23 лет руководства Аветисяном кафедрой зарубежной литературы УдГУ был значительно расширен диапазон научных исследований, а также стало активно развиваться одно из перспективнейших направлений — «Закономерности развития мировой литературы»; кафедра превратилась в признанный международный научный центр по изучению творчества Гёте.
Владимир Арташесович входит в состав двух диссертационных советов — при филологическом факультете УдГУ и при Удмуртском институте истории, языка и литературы УрО РАН, а также является членом ряда отечественных и международных научных организаций:
- российского и международного общества Гёте,
- российского общества по изучению культуры XVIII века,
- международного общества по изучению культуры XVIII века,
- международного объединения германистов,
- международной федерации сравнительного литературоведения,
- международного общества Гердера.

Также он является основателем и бессменным руководителем Общества Гёте Удмуртской Республики и многолетним членом международного Общества Гёте в Веймаре.

## Избранные труды
- Гёте и проблема мировой литературы. / В. А. Аветисян. — Саратов : Издательство Саратовского университета, 1988.
- Гёте и Данте : учебное пособие. / В. А. Аветисян ; Удмуртский государственный университет. — Ижевск : Издательство Удмуртского университета, 1998.
- Последние литературные собеседники Пушкина (еще раз о проблеме "Пушкин-Гёте"). / В. А. Аветисян. — Москва ; Ижевск : Регулярная и хаотическая динамика, 2009.